# Olga Shishigina
Olga Shishigina (Almaty, Kazajistán, 23 de diciembre de 1968) es una atleta kazaja, especialista en la prueba de 100 m vallas, en la que ha logrado ser campeona olímpica en 2000.

## Carrera deportiva
En los JJ. OO. de Sídney 2000 ganó la medalla de oro en los 100 metros vallas, con un tiempo de 12.65 segundos, llegando a la meta por delante de la nigeriana Glory Alozie y la estadounidense Melissa Morrison (bronce).
También ha ganado una medalla de plata y otra de bronce, en la misma prueba en los mundiales de Gotemburgo 1995 y Edmonton 2001 respectivamente.